# Municipio de Iguala de la Independencia
El municipio de Iguala de la Independencia es uno de los 85 municipios que conforman el estado mexicano de Guerrero. Forma parte de la región Norte y su cabecera es la ciudad de Iguala de la Independencia.

## Geografía

### Localización y extensión
El municipio de Iguala de la Independencia se localiza al norte del estado de Guerrero, en las coordenadas geográficas de 18° 13′ y 18° 27′ de latitud norte y entre los 99° 29′ y 99° 42′ de longitud oeste. Posee una superficie territorial de 567.1 km² que corresponde al 0.89% respecto a la superficie total del estado. Colinda al norte con el municipio de Buenavista de Cuéllar y Taxco de Alarcón; al sur con Tepecoacuilco de Trujano, al este con Huitzuco de los Figueroa y también con Tepecoacuilco de Trujano y al oeste con el municipio de Cocula y el municipio de Teloloapan.

## Demografía

### Población
De acuerdo a los resultados que arrojó el II Conteo de Población y Vivienda realizado en 2005 por el Instituto Nacional de Estadística y Geografía, el municipio contaba hasta ese año con un total de 128,444 habitantes, de dicha cifra, 61,344 eran hombres y 67,099 fueron mujeres. La principal actividad económica del municipio, son el pequeño comercio, y la agricultura a pequeña escala.
| Población de el Municipio de Iguala |
|                                     |
| Fuente:INEGI                        |

### Localidades
En el censo de 2020 el municipio de Iguala de la Independencia contaba con 66 localidades.
| Código INEGI      | Localidad                  | Población (2020) |
| ----------------- | -------------------------- | ---------------- |
| 120350001         | Iguala de la Independencia | 132 854          |
| 120350018         | Santa Teresa               | 2 809            |
| 120350007         | Coacoyula de Álvarez       | 2 539            |
| 120350023         | Tuxpan                     | 2 349            |
| 120350137         | Fermín Rabadán Cervantes   | 2 137            |
| 120350011         | Metlapa                    | 1 606            |
| 120350024         | Zacacoyuca                 | 1 474            |
| Otras localidades | Otras localidades          | 8 405            |
| Total municipal   | Total municipal            | 154 173          |

## Política

### Representación legislativa
Para la elección de diputados locales al Congreso de Guerrero y de diputados federales a la Cámara de Diputados federal, el municipio de Iguala de la Independencia se encuentra integrado en los siguientes distritos electorales:
Local:
- Distrito electoral local 22 de Guerrero con cabecera en Iguala.[9]

Federal:
- Distrito electoral federal 6 de Guerrero con cabecera en Chilapa.[10]

### Presidentes municipales
- (1990 - 1993): Felipe Cardona Marino
- (Junio de 1993 - diciembre de 1993): Juan Muñoz Caballero
- (Enero de 1994 - abril de 1994): Nacim Kuri Cristino
- (1994 - 1996): José Luis Román Román
- (1996 - 1999): Lázaro Mazón Alonso
- (1999 - 2002): Juan Muñoz Caballero
- (2002 - 2005): Lázaro Mazón Alonso
- (2006 - 2008): Antonio Salvador Jaimes Herrera
- (2009 - 2012): Raúl Tovar Tavera
- (2012 - 2014): José Luis Abarca Velázquez
- (2014): Óscar Antonio Chávez Pineda[11]
- (2014): Luis Mazón Alonso[12][13]
- (2014 - 2015): Silviano Mendiola Pérez[14]
- (2015 - 2016): Esteban Albarrán Mendoza
- (2016 - 2018): Herón Delgado Castañeda
- (2018 - 2021): Antonio Salvador Jaimes Herrera
- (2021 - 2024): David Gama Pérez
- (2024 - 2027):  Erik Catalán Rendón